# Costa Diadema
Le Costa Diadema est un paquebot de croisière de la compagnie Costa Croisières. Lors de son lancement, il s'agit du 3ème plus gros navire de la flotte Costa et du 4ème plus gros navire battant pavillon italien.

## Histoire
Le paquebot appartient à la classe Dream de Carnival ; il est le premier de cette classe à naviguer pour la compagnie italienne. Construit en Vénétie, par les chantiers Fincantieri de Marghera, il a été livré à la compagnie le 25 octobre 2014. Le 8 novembre 2014, le navire est baptisé en grande pompe à Gênes, près du siège de Costa Croisières. C'est le seizième navire de cet armateur. C'est une version modifiée de la classe Dream. 
Il y a une multitude d'activités à bord (par exemple un cinéma en 4 D ou encore un laser game (une première sur un paquebot) et bien d'autres choses (voir installations destinées aux passagers).
Le navire est surnommé « le temple du luxe et des divertissements » ou encore « le joyau de l'Italie » de par ses installations et ses nombreuses œuvres d'art (plus de 7500) qui reflètent le savoir faire italien.

## Caractéristiques techniques
- Mise en service : 2014
- Longueur : 306,2 m[3]
- Largeur : 37,2 m[3]
- Tirant d’eau : 8,70 m
- Tirant d'air : 62 m
- Tonnage du bateau : 132 500 tonneaux de jauge brute
- Vitesse : 22 nœuds en moyenne ; 24.8 max
- Puissance : 102 000 ch soit 75 600 kW
- Nombre de ponts : 19
- Capacité d’accueil : 4947 passagers
- Membres d’équipage : 1253
- Le navire possède une promenade de 500 mètres qui court tout le long du navire, il s'agit de la plus longue de la flotte.
- Contre l'effet du roulis, le navire est équipé de stabilisateurs (220 tonnes chacun) sur chaque côté du navire.
- Il possède deux ancres de plus de 32 tonnes chacune.
- Classé post-panamax, le navire est trop imposant pour emprunter le canal de Panama.
- Le Costa Diadema est équipé du cold ironing, un système qui permet au paquebot, lorsqu’il est à quai, de se brancher à terre pour alimenter ses générateurs.

## Ponts
Le Costa Diadema compte 19 ponts dont 14 ouverts au public :
1. Excelsior
2. Sara
3. Centenary
4. Perla Di Venere
5. Eldorado (promenade de 500 mètres)
6. Braganza
7. Conde
8. Star of India
9. Bizantino
10. Hortensia
11. Timur
12. Stella d'Africa
13. (Numéro non utilisé)
14. Millennium Star
15. La Fenice

## Installations destinées au passagers
L'ensemble des installations destinées aux passagers est composé de :

### Cabines
- 1 862 au total, dont : 141 au sein du centre de remise en forme, 756 avec balcon privé, 64 suites, toutes avec balcon privé, et 11 suites au sein du spa.

### Restaurants
7 restaurants, dont la Pizzeria, le Tavola Teppanyaki, le restaurant Club et le restaurant Samsara, payants et sur réservation.
- Restaurant Fiorentino
- Restaurant Adularia
- Restaurant buffet Corona Blu
- Pizzeria
- Tavola Teppanyaki
- Restaurant Samsara
- Club Diadema (restaurant Club à la carte)

### Bars et salons
11 bars, dont la brasserie Dresden Green, l'œnothèque Gran Duca di Toscana et le glacier Amarillo et divers salons.
- Club Diadema
- Country Rock Club
- Grand Bar Orlov
- Bar Eliodoro
- Bar Bollicine
- Bar&Lounge La Piazza
- Bar Lido Stella del Sud
- Bar Lido Diana
- Piano bar Principe Nero
- Brasserie Dresden Green
- Œnothèque Gran Duca di Toscana
- Chocolatier, glacier et crêperie Amarillo
- Cognac&Cigars Lounge
- Salon et bar Teodora
- Casino Golden Jubilee
- Discothèque Pietra di Luna

### Solariums et sport
- 3 piscines, dont 1 pour enfants et 1 se couvrant d’une verrière amovible
- 8 bains à hydromassage
- Parcours de jogging en plein air (200 m)
- Terrain multisports
- Centre de remise en forme Samsara Spa (plus grand du monde avec 7 800 m2)
- Venus Beauty
- Salle de sport
- Lido Stella del Sud
- Lido Diana
- Lido Burmese Rose
- Lido Squok
- Solarium

### Spa samsara
Spa Samsara : 7 800 m2 :
- espace thermal
- saunas
- hammams
- piscine de balnéothérapie
- salle de soins
- venus beauty
- espace relax
- solarium UVA

### Autres installations
- Théâtre Emerald (sur 3 étages et plus de 1600 places)
- Casino Golden Jubilee
- Cinéma 4D K
- Simulateur automobile de Grand Prix
- Point Internet
- Salle des jeux de société
- Star Laser (laser game)
- Squok Club et Teen's zone Club Allnatt
- Connexion wifi sur l'ensemble du navire
- Centre médical
- Galerie marchande/Boutique photo
- Chapelle (rite catholique)
- Bibliothèque Gubelin